# Gamasiphis hemicapillus
Gamasiphis hemicapillus är en spindeldjursart som beskrevs av Wolfgang Karg 1990. Gamasiphis hemicapillus ingår i släktet Gamasiphis och familjen Ologamasidae. Inga underarter finns listade i Catalogue of Life.